# Mowa (retoryka)

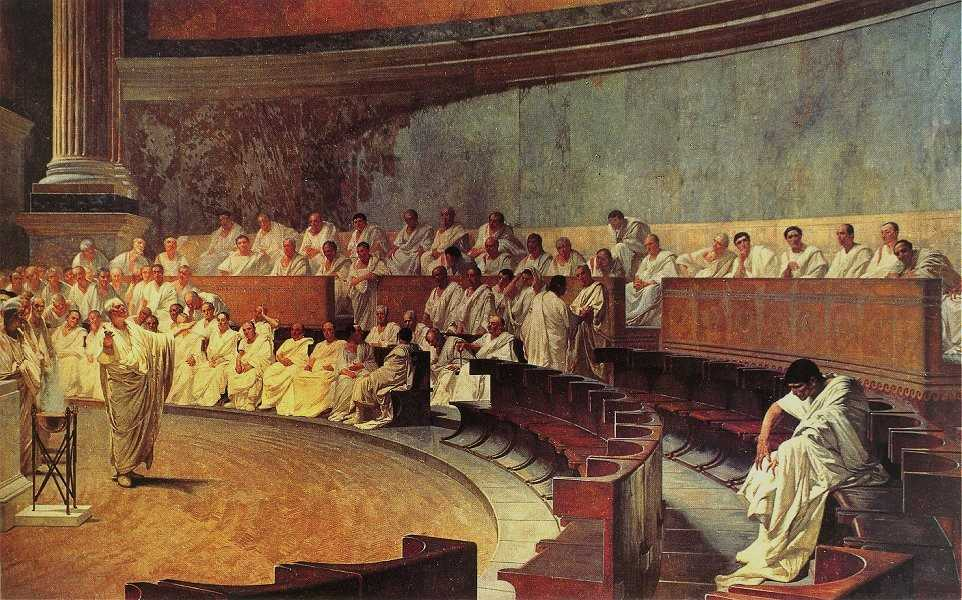
Cyceron przemawiający w senacie rzymskim. Fresk Cezara Maccariego. Palazzo Madama, siedziba włoskiego senatu w Rzymie.

Mowa lub przemówienie, przemowa, niekiedy oracja (stgr. ῥήτρα, łac. oratio) – ustna wypowiedź, wygłaszana jako rzeczywisty i celowy komunikat językowy, wyrażający stanowisko, pogląd czy opinię mówcy lub osób, w imieniu których mówca przemawia. Mowa nie ma ograniczonej długości, jest wygłaszana przez jednego mówcę i posiada konkretnego słuchacza lub słuchaczy, a jej spajającym czynnikiem jest temat, zwany przedmiotem mowy. Teorią przemówienia zajmuje się retoryka.
Przemówienie jest rzeczywistym, a nie fikcyjnym aktem mowy, to znaczy, że mówca rzeczywiście twierdzi, pyta, nakłania, ostrzega, grozi itp. Przemówienie jest celowym aktem mowy, to znaczy, że mówca zmierza do przekonania słuchaczy, czyli przyjęcia przez słuchaczy stanowiska, poglądu, czy opinii głoszonych przez mówcę. W związku z tym, podczas wygłaszania przemówienia, konieczne jest nawiązanie i utrzymywanie kontaktu słuchowego i myślowego – zamiar przekonania po stronie mówcy oraz zamiar słuchania po stronie słuchaczy. Jak ujął to Cyceron w De inventione: pierwszą powinnością mówcy jest wyrażać się stosownie do potrzeby przekonywania.
Mowa jest wygłaszana przez jednego mówcę, to znaczy orzeczenia (typu „uważam”, „chcę”, „wiem”, „czuję”, „sądzę” itp.) w ramach całego przemówienia mają podmiot odnoszący się do osoby mówcy lub osób, w imieniu których mówca przemawia. Mowa ma konkretnego słuchacza lub konkretnych słuchaczy, więc zdania skierowane są w całym przemówieniu do tej samej osoby lub tej samej grupy osób. Mowa nie ma ograniczonej długości, to znaczy, że może składać się zaledwie z jednego zdania (np. „Protestuję!”) czy równoważnika zdania (np. „Zgoda!”) lub też mieć formę bardzo rozbudowaną, na przykład wielogodzinnej oracji.

## Kwalifikacja przedmiotu mowy
Temat przemówienia nazywany jest w retoryce przedmiotem mowy. Podstawowa kwalifikacja przedmiotu mowy dotyczy statusu wątpliwości (dubium). Zależy ona od stanu zagadnienia, czyli między innymi od podniesionych wcześniej argumentów. Wyróżnia się cztery możliwe stany zagadnienia: status coniecturae (stan domniemania), status finitionis (stan określający), status qualititatis (stan jakości) oraz status translationis (stan przeniesienia). Jeżeli jeden z tych czterech stanów zagadnienia uważany jest przez mówcę lub słuchacza za wątpliwy, przedmiot mowy określany jest również jako wątpliwy. W przeciwnym przypadku przedmiot mowy określany jest jako pewny.
Status coniecturae określa, czy wątpliwe lub pewne jest ustalenie faktu albo faktów dotyczących przedmiotu mowy; status finitionis, czy wątpliwa lub pewna jest interpretacja faktu albo faktów; status qualititatis, czy wątpliwa lub pewna jest ocena faktu albo faktów; status translationis, czy wątpliwa lub pewna jest możliwość rozstrzygnięcia wątpliwości.

## Zależności między uczestnikami mowy

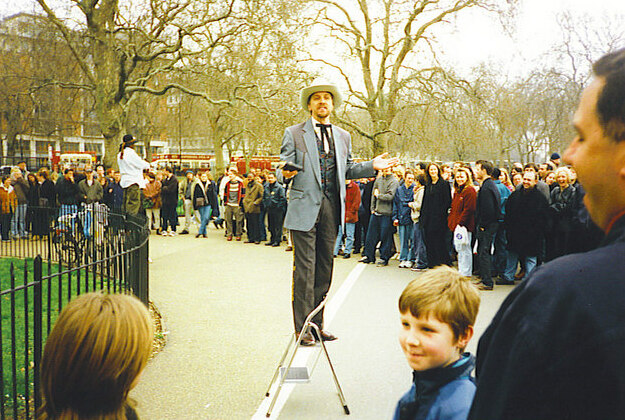
Mowa wygłaszana w Speaker's Corner. Londyn, Hyde Park.

Podczas wygłaszania przemówienia wyróżnia się trzech „uczestników” mowy (partycypantów): mówcę, przedmiot mowy oraz słuchacza (słuchaczy). Między tymi „uczestnikami” zachodzi zjawisko zależności, określane w retoryce mianem aptum.
Aptum pojawia się podczas przemówienie pomiędzy mówcą a przedmiotem mowy, między przedmiotem mowy a słuchaczem oraz między mówcą a słuchaczem.
Występują dwie możliwości układu zależności między mówcą a słuchaczem: słuchacz może rozstrzygać w przedmiocie, którego dotyczy mowa, albo być jedynie biernym odbiorcą przemówienia.
Między mówcą bądź słuchaczem a przedmiotem mowy wyróżnia się dwie zasadnicze zależności, opierające się na kwalifikacji przedmiotu. Jeżeli przedmiot mowy jest wątpliwy, wówczas przemawiający występuje jako strona a słuchacz rozstrzyga wątpliwości. Jeżeli zaś przedmiot mowy jest pewny, wówczas przemawiający występuje jako bezstronny nadawca a słuchacz jest tylko biernym odbiorcą. Zależność ta ulega komplikacji, gdy między mówcą a słuchaczem występuje rozbieżność w sprawie kwalifikacji przedmiotu mowy.

## Rodzaje mów

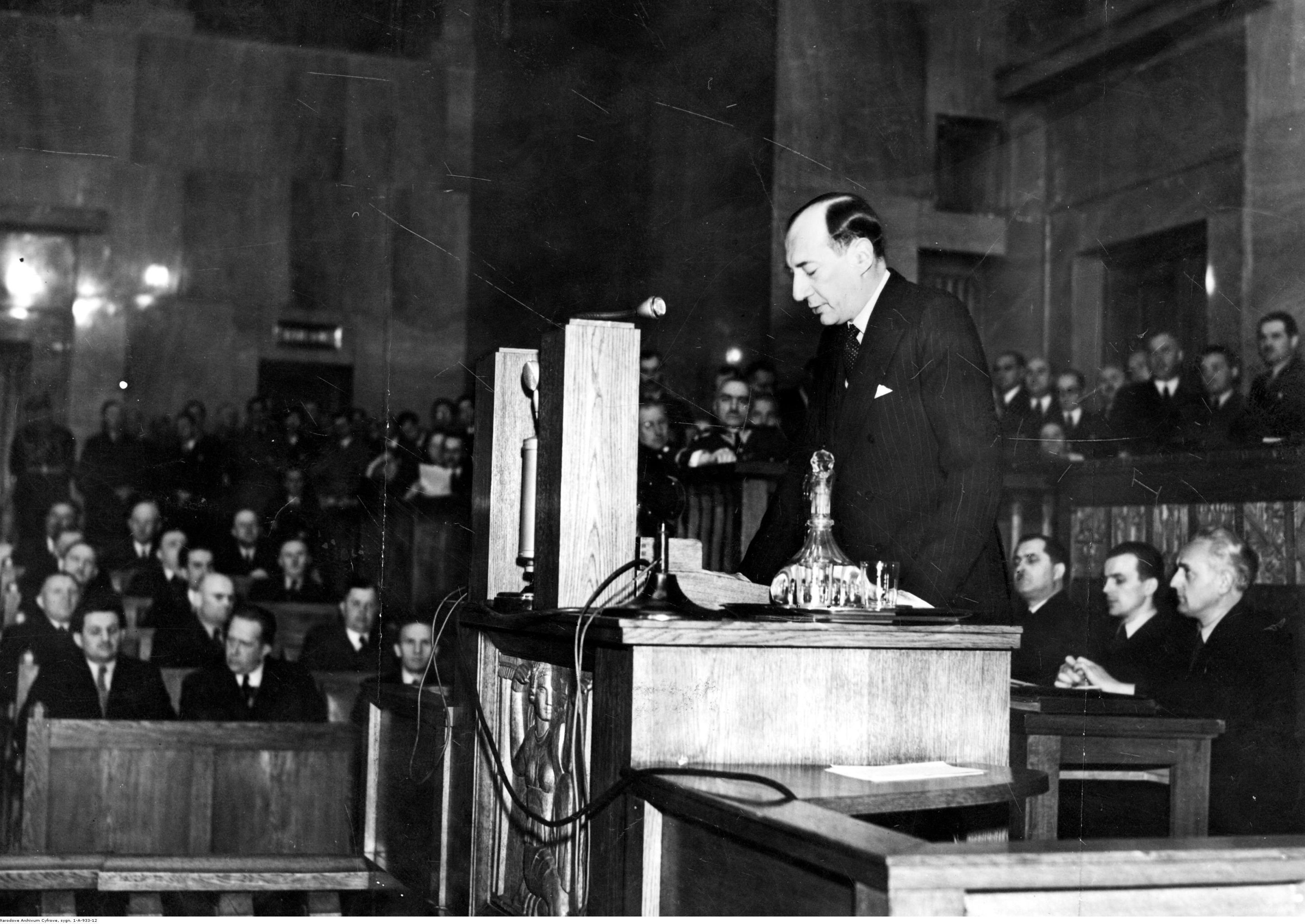
Józef Beck wygłaszający przemówienie w sejmie 5 maja 1939 roku.

Mowa może zostać wygłoszona w jednym z trzech rodzajów – jako mowa uzasadniająca (łac. genus deliberativum), mowa osądzająca (łac. genus iudiciale) albo mowa oceniająca (łac. genus demonstrativum). Rodzaje te odpowiadają ludzkiej skłonności do radzenia lub odradzania, oskarżania lub obrony, a także chwalenia lub ganienia. Mowa uzasadniająca dotyczy czasu przyszłego, mowa osądzająca czasu przeszłego, natomiast mowa oceniająca czasu teraźniejszego.
Rozróżnienie to wprowadził Arystoteles, który podzielił mowy na polityczne, sądowe i popisowe. Klasyfikacja taka przyjęła się u późniejszych teoretyków. Arystotelesowski podział na trzy genera jest elastyczny, tak że ogarnia sobą wszystkie potencjalne przedmioty mowy. Jak stwierdził Kwintylian: pozostałe rodzaje wynikają z tych trzech, w nich bowiem znajdujemy wszystko to, co należałoby albo pochwalić lub zganić, doradzić czy odradzić, potwierdzić względnie odrzucić.
Mowa w jednym z tych trzech rodzajów może zawierać elementy pozostałych dwóch, szczególnie podczas dygresji. Można więc wygłosić mowę w rodzaju osądzającym z elementami uzasadniającymi i oceniającymi, w rodzaju uzasadniającym mieszczą się elementy mowy osądzającej i oceniającej; rodzaj oceniający jest używany jako składnik pomocniczy dla dwóch pozostałych rodzajów.

### Mowa uzasadniająca
Mowa uzasadniająca, zwana też doradczą lub deliberatywną, obejmuje wszystkie przemówienia odnoszące się do czasu przyszłego, które doradzają, zachęcają, odradzają lub zniechęcają do jakiegoś tematu, sprawy, problemu itp. Rozważa się w nim rozmaite „za” i „przeciw”, aby przekonać odbiorcę do poparcia lub podjęcia odpowiedniej decyzji.
Przy mowach doradzających stosuje się najczęściej dowodzenie wartościujące, przesycone dylematami i antytezami etycznymi, na przykład: dobro – zło, bezpieczeństwo – niebezpieczeństwo, konieczność – szkodliwość itp. Rodzaj uzasadniający ma przede wszystkim zastosowanie w polityce (np. w przemówieniach parlamentarnych). „Deliberowanie” jest używane, gdy głównym celem wypowiedzi jest zachęcanie, odradzanie, przestroga, upominanie czy wzywanie do czegoś.
Podstawowa klasyfikacja mów uzasadniających dzieli je na mowy doradzające i mowy odradzające.

### Mowa osądzająca
Mowa osądzająca, zwana również sądową, obejmuje wszystkie przemówienia odnoszące się do czasu przeszłego, które oskarżają albo bronią, czy też dowodzą, że coś jest prawdziwe lub nieprawdziwe. Mówca, podczas tego typu przemówienia, występuje w roli „sędziego” zagadnień, problemów, spraw filozoficznych, moralnych, religijnych itp. Mowa osądzająca ma często charakter polemiczny.
Podstawowa klasyfikacja mów osądzających dzieli je na mowy obrończe i mowy oskarżające.

### Mowa oceniająca
Mowa oceniająca, zwana też demonstratywną lub popisową, obejmuje wszystkie przemówienia dotyczące czasu teraźniejszego, zawierające pochwałę albo naganę osób, rzeczy, problemów, wartości itp.
Pochwała i nagana mogą być wygłaszane bezpośrednio we własnym imieniu, choć często są wyłożeniem poglądów podzielanych przez słuchaczy. Mowy tego rodzaju mają zazwyczaj zastosowanie okolicznościowe, które nie wymaga od słuchaczy konkretnych rozstrzygnięć czy wyborów. Mowa oceniająca często przyjmuje formę panegiryku, spotykaną w najprzeróżniejszych odmianach wypowiedzi pochwalnych.
Podstawowa klasyfikacja mów oceniających dzieli je na mowy pochwalne i mowy krytykujące.

## Style mowy
Mowa może zostać wygłoszona w jednym z trzech stylów – stylu niskim (łac. modus humilis), średnim (łac. modus medius) lub wysokim (łac. modus gravis). Podział ten wywodzi się od Arystotelesa i Teofrasta, a w europejskiej tradycji literackiej utrwalił go autorytet Cycerona.
Mowa należy do jednego z trzech stylów w zależności od stopnia ozdobności w zakresie słownictwa i szyku zdań, nasycenia środkami służącymi oddziaływaniu emocjonalnemu (takimi jak figury retoryczne czy metafory) oraz sposobu rytmizacji tekstu.

### Mowa w stylu niskim
Styl niski, zwany też prostym, jest używany podczas większości przemówień. Jest on oszczędny, jasny i skromny, pozbawiony figur retorycznych czy metafor. Wymaga słów niewyszukanych, których znaczenie jest oczywiste dla słuchaczy. Jego użycie zalecane jest przede wszystkim przy mowie oceniającej.

### Mowa w stylu średnim
Styl średni, zwany też umiarkowanym, stosuje się podczas mowy bardziej specjalistycznej, w której używa się słownictwa skierowanego do konkretnego słuchacza. Styl średni stosuje się także w mowie wygłaszanej na trudny, mało zrozumiały dla słuchaczy przedmiot mowy, gdy konieczne jest umiarkowane użycie metafor lub figur retorycznych. Jest szczególnie odpowiedni dla rodzaju osądzającego. Jego stosowanie uważane jest za „złoty środek”, który wyważa skrajności stylu niskiego i wysokiego, ale mowa w takim stylu wymaga od mówcy szczególnego wysiłku i taktu.

### Mowa w stylu wysokim
Styl wysoki, zwany też wzniosłym, jest odpowiedni dla tematów doniosłych. Jego głównym celem jest emocjonalne oddziaływanie na słuchaczy. Stosowany jest przede wszystkim w rodzaju uzasadniającym. Wyróżnia go nasycenie figurami retorycznymi i metaforami. Mowa w nim wygłoszona musi być starannie dopracowana. Odpowiedni jest szczególnie podczas przemówień o wielkiej wadze, ale używać go należy ostrożnie, gdyż jego częste użycie prowadzi do przesady.

## Części mowy
Prawidłowo skonstruowana mowa składa się z pięciu części: wstępu (łac. exordium), narracji (łac. narratio), argumentacji (łac. probatio), refutacji (łac. refutatio) i zakończenia (łac. conclusio). Części te należy podczas przemówienia ułożyć w tej właśnie kolejności.
Z tych pięciu części mowy, w niektórych okolicznościach można pominąć pierwszą, czyli wstęp. Jak stwierdził Arystoteles nie należy stosować wstępu, jeżeli temat wypowiedzi jest niedługi lub oczywisty.

### Wstęp
Zadaniem wstępu jest pozyskanie przychylności i uwagi słuchaczy oraz wyjaśnienie celu przemówienia. Wstęp składa się więc z trzech obowiązkowych elementów – pozyskania przychylności (captatio), pozyskiwania uwagi oraz nawiązania do przedmiotu mowy. Treść tych elementów zazwyczaj zawiera standardowe formuły, zwane toposami wstępu. Wstęp powinien cechować się stosownością, starannością i nie być zbyt długi. Wstęp zwyczajny, nazywany wprowadzeniem, można skomponować w rodzaju prostym, ujmującym lub okolicznościowym. W szczególnych sytuacjach stosuje się wstęp nadzwyczajny, czyli insynuację.

### Narracja
Po zapewnieniu sobie życzliwości i uwagi we wstępie, mówca powinien za pomocą narracji przygotować słuchaczy na najważniejszą część wypowiedzi, czyli wyrażenia własnego stanowiska, opinii czy poglądu. Zadaniem narracji jest przedstawienie faktów lub pojęć dotyczących omawianego tematu w taki sposób, aby słuchacz podzielił z mówcą ich odpowiednią interpretację. Współcześnie o osobie przemawiającej na jakiś temat często mówi się, że używa określonej narracji.
Celem narracji jest, jak to ujął Arystoteles, takie wyjaśnienie faktów, aby odbiorca uwierzył, że były takie właśnie, jak je chce przedstawić mówca. Cyceron określał narrację jako wyjaśnienie, będące podstawą wiarygodności argumentacji w danej sprawie.

### Argumentacja
Argumentacja jest fundamentem mowy. Podporządkowane są jej pozostałe części: przygotowujące argumentację (wstęp i narracja) oraz następujące po niej, rozwijające ją (refutacja i zakończenie). Zadaniem argumentacji jest bowiem przedstawienie stanowiska, poglądu, czy opinii głoszonych przez mówcę i udowodnienie własnych racji za pomocą argumentów.
Cyceron w De inventione stwierdził, że dowodzenie jest tym, dzięki czemu – za pomocą argumentacji – wypowiedź nadaje naszej sprawie wiarygodność, powagę i stałość. Argumentacja, jako część mowy, opiera się przynajmniej na jednym argumencie, ale najczęściej na kilku. Kwintylian zauważył: co odróżnia dowodzenie od dowodów? To, że argumenty są tym, dzięki czemu dana kwestia zostaje udowodniona, zaś dowodzenie jest w istocie częścią wypowiedzi, w której same argumenty stają się jasne dzięki słowom. Sam zaś argument zdefiniował Kwintylian jako proces rozumowania, który dostarcza dowodów i umożliwia wywnioskowanie jednej rzeczy z drugiej – potwierdzenie faktów, które są niepewne poprzez fakty, które są pewne.